# Peralejos
Peralejos is een gemeente in de Spaanse provincie Teruel in de regio Aragón met een oppervlakte van 36,10 km². Peralejos telt 86 inwoners (1 januari 2016).

## Demografische ontwikkeling
Bron: INE, 1857-2011: volkstellingen